# Landerd
Landerd (phát âmⓘ) là một đô thị ở tỉnh Noord-Brabant phía nam Hà Lan.
Landerd là kết quả của cuộc sáp nhập các đô thị cũ Schaijk và Zeeland vào ngày 1 tháng 1 năm 1994. Schaijk và Reek đã đwojc hợp nhất vào ngày 1 tháng 7 năm 1942.

## Các trung tâm dân cư
- Reek
- Schaijk
- Zeeland